# 泰克資源

2008年前的標誌

泰克能源有限公司（Teck Resources Limited，原稱：Teck Cominco）是一家加拿大金屬及採礦公司。是2001年Teck和Cominco兩公司合併而成的。歷史上多次因造成環境破壞受到批評。
2008年10月1日改名Teck。 法律登記的名稱則在20098月23日改為Teck Resources Ltd.。
2009年，中國投資公司以17.4億加元的價格購下其17%的股份。
2018年，Teck Resources启动了耗资170亿加元的Fort Hills油砂项目，该项目每天将生产194,000桶（桶/天）。泰克资源（Teck Resources）拥有21.3％的股份。 “ Suncor Energy Inc.和总部位于巴黎的Total SE分别拥有该项目的54.1％和24.6％的所有权。”。
2020年，泰克资源公司任命了许多新的高管：哈里·康格（Harry Conger）担任首席运营官，乔纳森·普莱斯（Jonathan Price）担任首席财务官，尼古拉斯·胡珀（Nicholas Hooper）担任企业发展高级副总裁。

## 外部連結
- Company website （页面存档备份，存于）